# Tribal house
A tribal house az elektronikus tánczene egyik alstílusa, ami az 1990-es években alakult ki a funky house és különböző törzsi ritmusok elemeinek keveredésével. Gyakran összekeverik a szintén törzsi ütemeket alkalmazó latin house-zal erőteljes ritmusai miatt, viszont a két stílust ég és föld választja el egymástól. 
A kiadványok legfőbb jellemzői a dobcentrikusság és a szokatlan monotónia, ami gyakran kántálással, huhogással párosul, ezzel is felidézve Afrika és Dél-Amerika különböző törzseinek népzenei világát.
A legtöbb ilyen jellegű kiadványban csak ritkán, vagy egyáltalán nem találunk fő dallammotívumot, vagy elnyújtott szintetizátorhangokat, amilyeneket például a legtöbb house zenében, és a hasonló elektronikus zenei irányzatokban. A dallamok, melódiák helyett előszeretettel alkalmazzák a végletekig eltorzított dob és basszusmintákat a ritmusképletekben, és az előadók erre a két motívumra helyezik a hangsúlyt. 
Általában számítógépes eszközökkel hozzák létre, de valódi dobokkal, hangszerekkel is előállítható. Az ilyen – stúdiókban, digitális eszközök segítségével elkészített - tribal zenét a zenetörténészek tribal house-nak nevezik, míg az élő hangszerekkel elkészített alkotásokat egyszerűen tribalnak, törzsi zenének.
Az irányzat széles körben történő megismertetése a New York-i  Junior Vasquez remixer/DJ nevéhez köthető. Legfőbb képviselői a latin-amerikai és mediterrán országok (Spanyolország, Portugália, Olaszország, Argentína) művészei közül kerültek ki, de számtalan producer és lemezlovas készített ilyen felvételeket többek között Afrikában és az Amerikai Egyesült Államokban is.
A stílus az ezredforduló után, 2000–2004 között élte fénykorát, majd az egyre gyorsabban változó trendeknek köszönhetően úgymond haldokolni kezdett. Egyre kevesebb ilyen jellegű kiadvány lát ma napvilágot, viszont a kortárs zenei producerek előszeretettel kombinálják különböző irányzatokkal, többek között a ma oly divatos minimal techno-val, idm-mel és nem utolsósorban a progresszív house-zal.

## Nevesebb előadók
- Peace Division
- Junior Vasquez
- Chus & Ceballos
- Dimas a.k.a. D-Formation
- Jaimy
- DJ Vibe
- Pete Tha Zouk
- David Penn
- De Loren & Colors
- Richie Santana
- Muzzaik
- Dario Nunez
- Danny Tenaglia
- Superchumbo
- Victor Calderone
- Antoine Clamaran
- Kult of Krameria
- Steve Lawler

## Nagynevű kiadók
- Stereo Productions
- Hammer Music USA
- Magna Recordings
- Escuro Recordings
- Royal Drums
- Twisted America
- Tribal Spain